# Tőkejövedelem
A tőkejövedelem olyan profitra utal, melyet befektetett pénzügyi eszközök – például részvények, kötvények – értékesítése során realizálódik úgy, hogy az eladási ár meghaladja a bekerülési árat. A nyereség a két ár közötti különbözet. Ezzel szemben tőkeveszteségről beszélünk, ha a befektetett tőke eladási értéke kevesebb, mint amennyit rá fordítottunk.
Tőkenyereségnek nevezzük a befektetett eszközök után képződött nyereséget is. Ilyen lehet a cash flow vagy a passzív jövedelem. Ilyen lehet a reáleszközökből, például az ingatlanból származó bevétel, de kapcsolódhat pénzügyi eszközökhöz vagy immateriális javakhoz is.

## A tőkejövedelem megadóztatása
A legtöbb vállalat a magánszemélyek vagy a vállalatok által elért tőkenyereség után nyereségadót vet ki.

### Mentességek és ezek megítélései
A tőkejövedelemmel kapcsolatban adókönnyítéseket vagy adómentességet alkalmazhatnak, ha azokat egy kifejezett eszközben tartják, például a törzsrészvényeket birtokló holdingok esetében. Az ilyen kedvezményeknek egyik oka az lehet, hogy kompenzálják a vállalkozások számára az infláció kedvezőtlen hatását vagy hogy elkerüljék a kettős adóztatást.

## Tőkejövedelem a nemzeti számlákon
A tőkejövedelmet nem számítják bele a nemzeti jövedelembe, mivel az csak valamilyen részvény vagy eszköz feletti tulajdonjog átszállását mutatja, de semmilyen új termelési tevékenység nincs mögötte. 

## Lásd még
- Kamatadó
- Cash flow
- Beruházás
- Profit

## További olvasmányok
- Black, Stephen (2011). „A Capital Gains Anomaly: Commissioner v. Banks and the Proceeds from Lawsuits”. St. Mary's Law Journal 43, 113. o.